# Stationfall
Stationfall ist ein Textadventure des US-amerikanischen Entwicklungsstudios Infocom aus dem Jahre 1987. Das Science-Fiction-Adventure ist der Nachfolger des ebenfalls von Steve Meretzky geschriebenen Planetfall aus dem Jahr 1983.

## Handlung
Der Spieler ist Angehöriger der „Stellar Patrol“, einer militärischen Organisation der „Third Galactic Union“, eines Verbundes der interstellaren Reiche Tremain und Gallium. Nach den Geschehnissen in Planetfall ist er vom Fähnrich 7. Klasse zum Leutnant 1. Klasse befördert worden. Spannend wird sein Leben dadurch nicht: Zu Spielbeginn ist er auf einem vollautomatisch gesteuerten Weltraumfrachter unterwegs zu einer Raumstation, um dort eine Ladung „Antragsformulare für Antragsformulare für schwarze Schnellhefter für Formulare für Raumpatrouillen-Dienstvorschriften“ abzuholen. Zusammen mit seinem aus Planetfall bekannten Sidekick Floyd, einem leidlich intelligenten und sehr eigensinnigen Roboter, erreicht der Spieler die Raumstation, die bis auf einen Straußenvogel und ein seltsames, ballonartiges Lebewesen aus dem Sternsystem des Arktur frei von jeglichem Leben ist. Von der Besatzung der Station findet sich keine Spur, dafür wird der Spieler von standardmäßig friedfertigen Schweißrobotern angegriffen. Im Laufe des Spiels stellt sich heraus, dass alle Maschinen auf der Raumstation dem Spieler nach dem Leben trachten, inklusive des zunächst freundlichen Roboters Plato, der im Verlauf des Spiels dem Spieler nach und nach immer feindlicher gegenübertritt und schließlich beim Versuch, den Spieler zu töten, von Floyd ausgeschaltet wird. Als Ursache allen Übels stellt sich ein pyramidenförmiges Artefakt heraus, das alle Maschinen in seiner Umgebung feindlich gegen Menschen agieren lässt, so die Besatzung der Raumstation getötet hat und schließlich auch noch die Kontrolle über Floyd übernimmt. Um das Spiel zu gewinnen, muss der Spieler nun zunächst Floyd ausschalten und dann das Artefakt vernichten.

## Spielprinzip und Technik

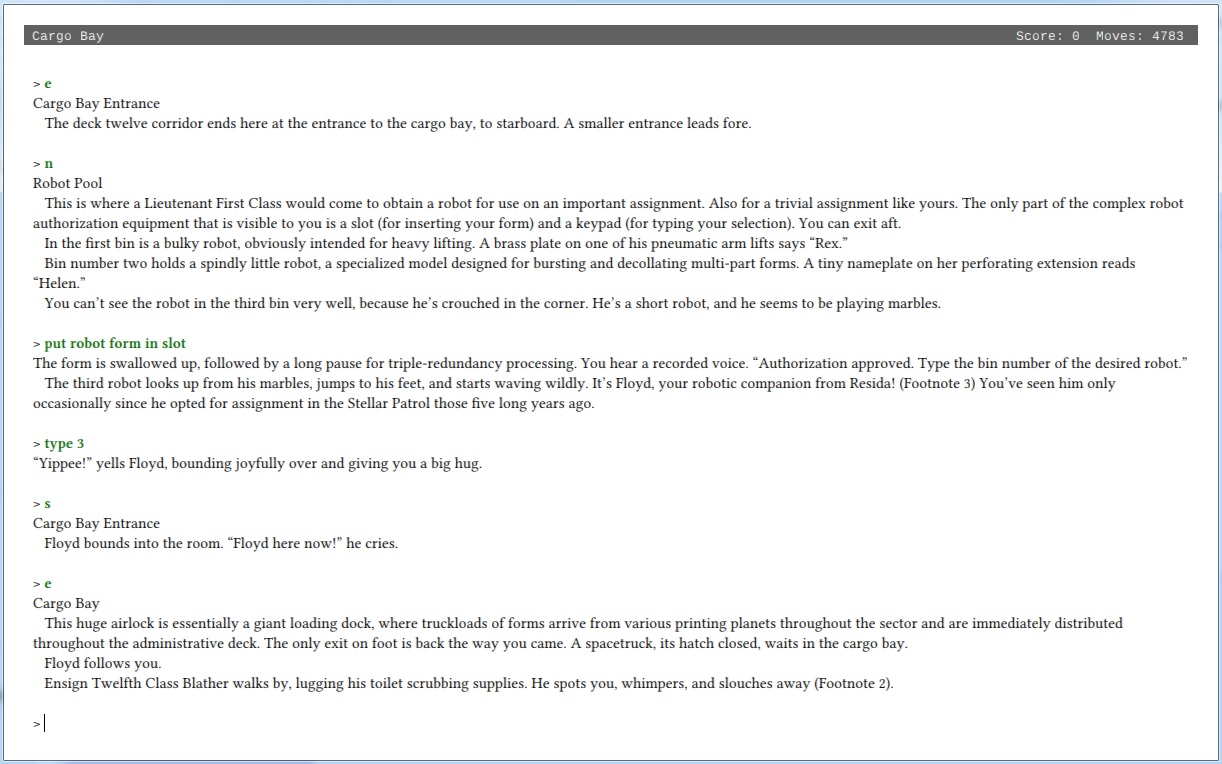
Spielszene

Stationfall ist ein Textadventure, das heißt, Umgebung und Geschehnisse werden als Bildschirmtext ausgegeben und die Visualisierung obliegt zum größten Teil der Fantasie des Spielers. Die Steuerung der Spielfigur erfolgt über Befehle, die der Spieler mittels der Tastatur eingibt und die von einem Parser abgearbeitet werden. Die Befehle sind in natürlicher Sprache gehalten und lassen den Spielcharakter mit seiner Umwelt interagieren. Der Spieler kann sich so durch die Spielwelt bewegen, Gegenstände finden, sie auf die Umgebung oder andere Gegenstände anwenden und mit NPCs kommunizieren. Mit fortschreitendem Handlungsverlauf werden weitere Orte der Spielwelt freigeschaltet.

## Produktionsnotizen
Das Ende des Vorgängerspiels Planetfall lässt inhaltlich eine Fortsetzung zu. Es ist nicht bekannt, ob Autor Meretzky 1983 bereits eine solche plante; sein Arbeitgeber Infocom setzte ihn allerdings zunächst auf andere Projekte an, so auf ein Nachfolgespiel zu Enchanter und als Unterstützung für Douglas Adams für die Erstellung von The Hitchhiker’s Guide to the Galaxy. Nach der Übernahme von Infocom durch Activision geriet das Studio 1986 aber zunehmend unter Druck, seine Lizenzen zu verwerten. Zwei lukrativ erscheinende Marken waren Zork und Planetfall. Brian Moriarty begann mit der Konzeption von Beyond Zork, während Meretzky mit den Arbeiten zu Stationfall startete. Der Name Stationfall ist wie beim Vorgänger Planetfall ein Kofferwort. „Fall“ kommt von „Landfall“ (deutsch: Landung), „Station“ steht hier für die Raumstation, in der der größte Teil des Spiels spielt. Für Autor Meretzky war es der sechste für Infocom geschriebene Titel.
Als Beilagen („Feelies“) enthielt Stationfall detaillierte Pläne der Raumstation, in der das Spiel spielt, drei Antragsformulare, die eine überbordende Bürokratie persiflieren, sowie einen Aufnäher, der den Träger als Leutnant 1. Klasse ausweist. Diese Beilagen werden im Spiel referenziert und stellen mithin einen Kopierschutz dar.
1989 erschien bei Avon Books ein Roman zum Spiel, geschrieben vom US-amerikanischen Science-Fiction-Autor Arthur Byron Cover.

## Rezeption
Zeitgenössische Rezensionen waren fast ausschließlich positiv. Das US-amerikanische Antic Magazine hob den Humor des Spiels sowie die clevere Referenzierung der vorangegangenen Infocom-Werke positiv hervor. Rezensent Harvey Bernstein kam zum Fazit, Stationfall sei ein Spiel „voller Herausforderungen, Humor und Spannung“. Das Magazin Analog Computing notierte „unterhaltsame und logische Rätsel“ und stellte heraus, dass das NPC-Gespann Floyd und Plato das „wahrscheinlich beste Comedy-Team in der Geschichte der Interactive Fiction“ darstellten. Im Magazin wurde das speicherbedingt repetitive Verhalten des Roboters Floyd negativ angemerkt. Computer Gaming World bezeichnete die Story als in Teilen verstörend („disturbing“), lobte aber den spitzzüngigen Humor des Spiels und befand es insgesamt als „faszinierend“.
Der Ludologe Jimmy Maher wertete 2015 im Rahmen einer Analyse des Spiels retrospektiv, dass Meretzkys „Talent für lupenreines Gamedesign und seine Bereitschaft, Genrekonventionen hinterrücks zu untergraben“ bei keinem anderen Spiel so deutlich hervortrete wie bei Stationfall. Der Spieleautor sei zwar auch weiterhin kein beeindruckender Schriftsteller, habe seine Technik aber gegenüber dem Vorgängerspiel perfektioniert: „Meretzky weiß in jedem Spielmoment genau, was er tut, und hat die komplette Kontrolle über seine gestalterischen Möglichkeiten: Alle Einzelteile (des Spiels) fügen sich nahtlos zusammen.“ Maher stellte heraus, dass das Spiel während seines Ablaufs komplett seinen Charakter verändere: Es beginne als leichtherzige Komödie, in die sich durch Erkenntnisse über den Verbleib der Stationsbesatzung sowie die graduellen Veränderungen im Umgang der Roboter mit dem Spieler nach und nach dunkle und subversive Töne mischten, bis Stationfall zu einem regelrechten Horrorspiel mutiere, wenn der Spieler gegen Ende alleine durch die Korridore der Station laufe, immer auf der Hut vor möglichen Anschlägen seines ehemaligen Robotergefährten. Maher merkte an, dass Meretzky unzählige Details aus Planetfall recycelt habe, was in Stationfall neben formellen Parallelen den Geist eines Nachfolgespiels ausmache. Er kritisierte, dass das Spiel mehrere Situationen aufweise, in denen man es in einen nicht mehr lösbaren Zustand versetzen könne.